# Валовиці (Лодзинське воєводство)
Валовиці (пол. Wałowice) — село в Польщі, у гміні Рава-Мазовецька Равського повіту Лодзинського воєводства.
Населення — 300 осіб (2011).
У 1975-1998 роках село належало до Скерневицького воєводства.

## Демографія
Демографічна структура станом на 31 березня 2011 року:
|          | Загалом | Допрацездатний вік | Працездатний вік | Постпрацездатний вік |
| -------- | ------- | ------------------ | ---------------- | -------------------- |
| Чоловіки | 146     | 36                 | 96               | 14                   |
| Жінки    | 154     | 34                 | 93               | 27                   |
| Разом    | 300     | 70                 | 189              | 41                   |